# Mads Fægteborg
 Der er for få eller ingen kildehenvisninger i denne artikel, hvilket er et problem. Du kan hjælpe ved at angive troværdige kilder til de påstande, som fremføres i artiklen.

Mads Fægteborg (født 8. maj 1953) er en dansk eskimolog fra Københavns Universitet. Han har sammen med Jens Brøsted skrevet bogen Thule – fangerfolk og Militæranlæg, der gav anledning til Thule-stammens erstatningssag mod den danske stat i forbindelse med tvangsflytningen i 1953.
Fægteborg har skrevet adskillige bøger om Grønland og Arktis. Flere af hans udgivelser er også blevet udgivet på engelsk og en enkelt på russisk. Sammen med Aitalina V. Alexeeva skrev han Bjørnen og de små folk i Nord, der er små beretninger om Sibirien og dets oprindelige folk.
Efter Fægteborg flyttede til Stubbekøbing på Falster, har han skrevet en del videnskabelige artikler om bl.a. Grønlands første missionær, Hans Egede, der boede i Stubbekøbing fra 1750 til sin død i 1758.